# Robotiko Rejekto
Robotiko Rejekto ist eine deutsche Techno-Musikgruppe aus dem Raum Frankfurt am Main.

## Geschichte
Robotiko Rejekto wurde 1987 von RaHen (Ralf Henrich) und Talla 2XLC (Andreas Tomalla) gegründet. RaHen und Talla arbeiteten in den frühen 1980er Jahren gemeinsam an Projekten wie Axodry, Moskwa TV und weiteren Formationen im Umfeld der Szene des Sound of Frankfurt.
Robotiko Rejekto repräsentierte den frühen Technosound aus dem Rhein-Main-Gebiet und konnte auch im europäischen Ausland Erfolge erzielen. Der Musikstil von Robotiko Rejekto wurde in dieser Zeit dem Aggrepo oder der Electronic Body Music (EBM) zugeordnet. In der EBM-Szene wird Robotiko Rejekto in einer Reihe mit Namen wie Nitzer Ebb, Front 242 und Armageddon Dildos genannt.
Bereits der Debüt-Titel Rejekto! erreichte international hohe Verkaufszahlen. Robotiko Rejekto veröffentlichte seine Titel unter dem Label ZYX Music.

## Diskografie
| Jahr | Titel                   | Produzent / Mitglieder |
| ---- | ----------------------- | --- |
| 1987 | Rejekto!                | RaHen, Talla 2XLC |
| 1988 | Umsturz Jetzt!          | RaHen, Talla 2XLC |
| 1989 | Confusion               | RaHen (Vocals RaHen, Talla 2XLC) |
| 1990 | Injection               | RaHen |
| 1990 | The Cyber Space (Album) | Kurt Ader, RaHen |
| 1991 | Hangar 18               | Kurt Ader, RaHen |
| 1992 | Density                 | RaHen, Rainer Horneck (Whispering Colours), Stephan Kessler (Aircrash Bureau)                                                                                          |
| 1992 | Technology              | RaHen (remixed by JackURebel and Andy Düx) |
| 2010 | I’ve got your mind      | RaHen |
| 2012 | Corporate Power (Album) | RaHen, Ava Nima, Fae Cross produced by RaHen and Gerhard Bopp (Remixes by Alex Butcher, Ivo Draganac Macchiavello, Tom Wax. Gastkünstler: Daria Denver, Frollein Bond) |
| 2014 | Tanzlokal               | RaHen, Ava Nima, |
| 2016 | Control Your Robot      | RaHen |